# Pawłów (Skarbimierz)
Pawłów  (deutsch Paulau) ist ein niederschlesisches Dorf in der Gmina Skarbimierz im Powiat Brzeski in der polnischen Woiwodschaft Opole.

## Geographie

### Geographische Lage
Das Angerdorf Pawłów liegt fünf  Kilometer östlich des Gemeindesitzes Skarbimierz (Hermsdorf), ca. einen Kilometer südwestlich der Kreisstadt Brzeg (Brieg) und rund 40 Kilometer nordwestlich der Woiwodschaftshauptstadt Opole. Der Ort liegt in der Nizina Śląska (Schlesische Tiefebene) innerhalb der Równina Grodkowska (Grottkauer Ebene). Pawłów liegt am rechten Ufer der Oder. Durch den Ort fließt der Bach Sadzawa.
Durch den Ort führt die Landesstraße Droga krajowa 39.

### Nachbarorte
Nachbarort von Pawłów ist im Nordwesten die Kreisstadt Brzeg (Brieg).

## Geschichte

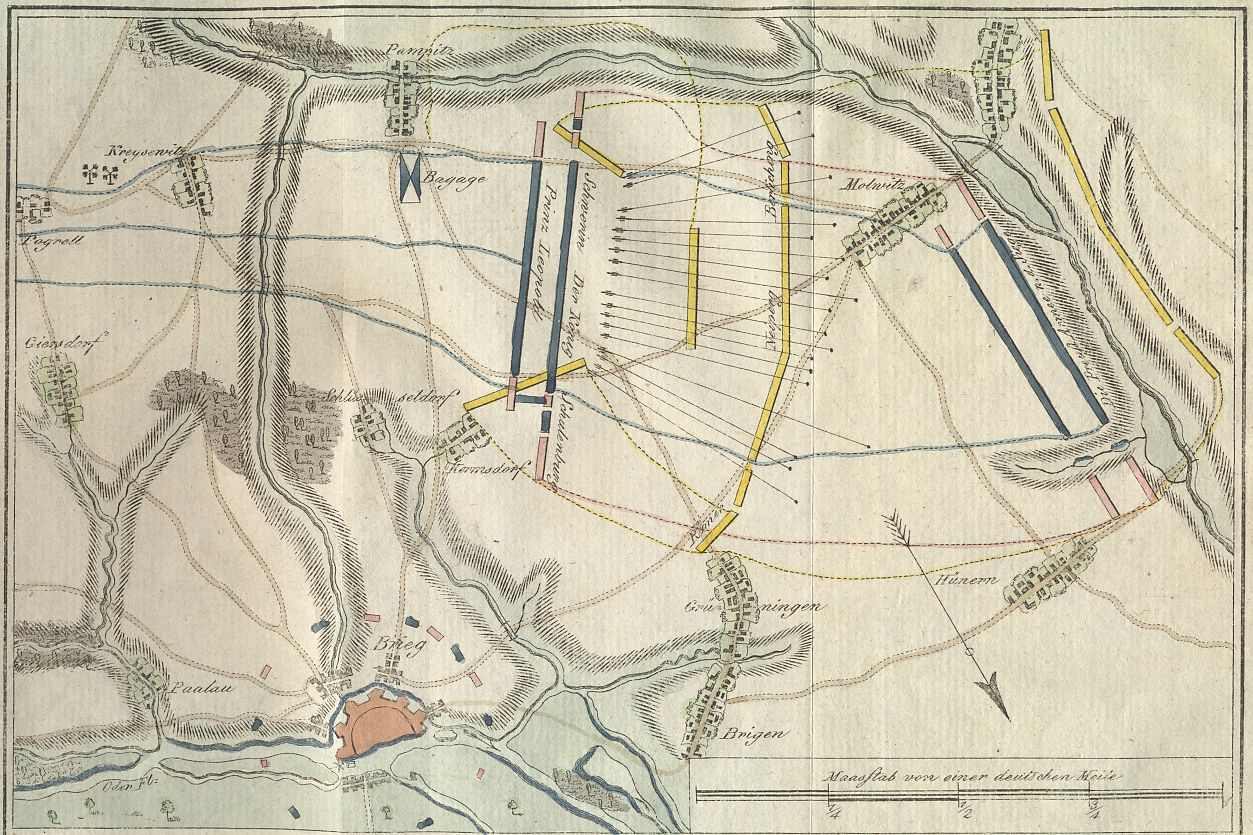
Karte der Schlacht bei Mollwitz, unten links Paulau

In dem Werk Liber fundationis episcopatus Vratislaviensis aus den Jahren 1295–1305 wird der Ort erstmals als Paula erwähnt.
Nach dem Ersten Schlesischen Krieg 1742 fiel Paulau zusammen mit dem größten Teil Schlesiens an Preußen.
Nach der Neugliederung Preußens gehörte die Landgemeinde Paulau ab 1815 zur Provinz Schlesien und war ab 1816 dem Landkreis Brieg eingegliedert, mit dem es bis 1945 verbunden blieb. 1874 wurde der Amtsbezirk Schüsselndorf gegründet, welcher die Landgemeinden Briegischdorf, Hermsdorf, Paulau und Schüsselndorf umfasste. 1885 zählte der Ort 661 Einwohner.
1933 zählte Paulau 588, 1939 wiederum 605 Einwohner. Bis 1945 befand sich der Ort im Landkreis Brieg.
Als Folge des Zweiten Weltkriegs fiel Paulau wie fast ganz Schlesien 1945 an Polen, wurde in Pawłów umbenannt und der Woiwodschaft Breslau angegliedert. Die deutsche Bevölkerung wurde, soweit sie nicht vorher geflohen war, weitgehend vertrieben. Die neu angesiedelten Bewohner waren zum Teil Heimatvertriebene aus Ostpolen. 1950 kam der Ort zur Woiwodschaft Opole, 1999 zum Powiat Brzeski.

## Sehenswürdigkeiten

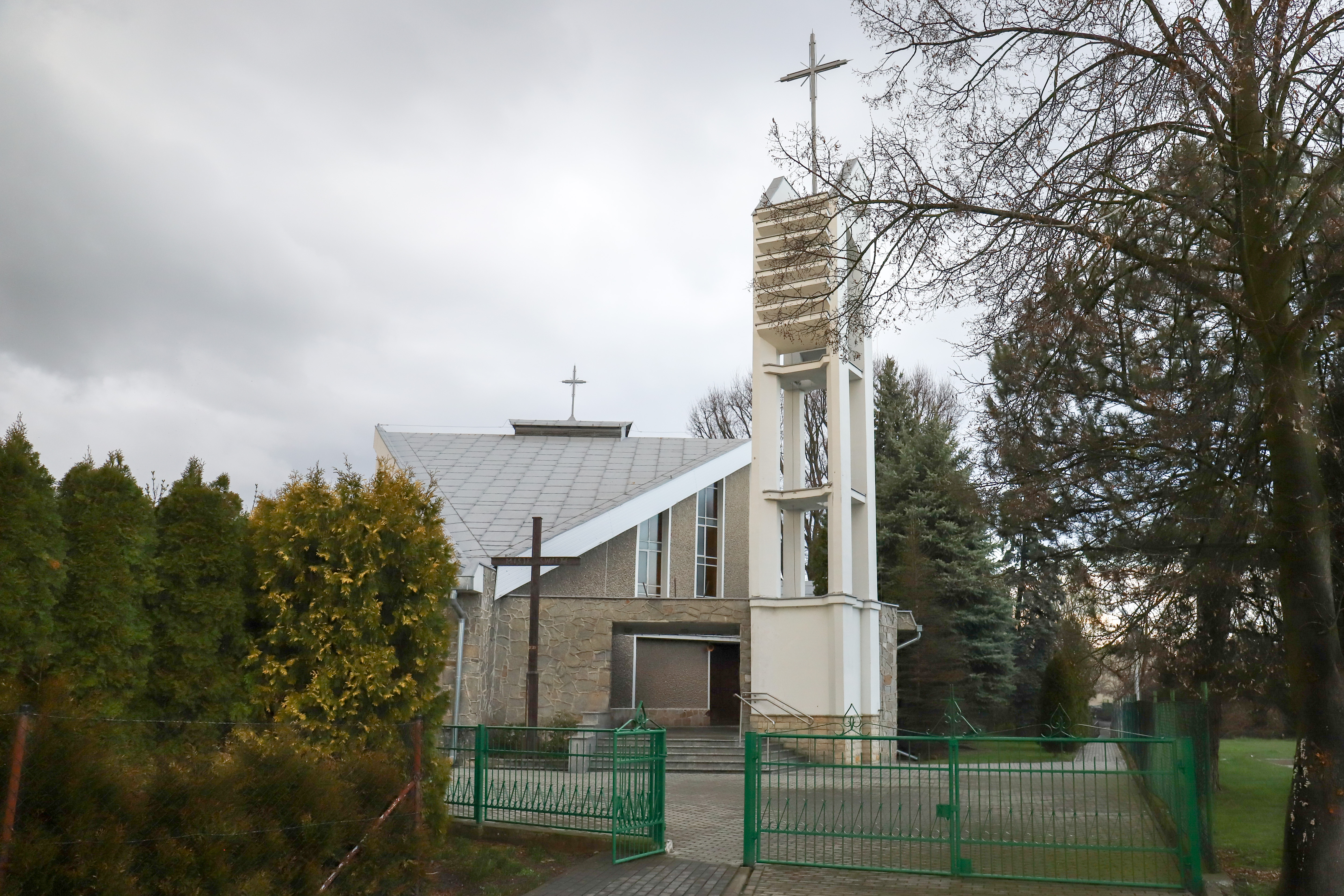
Die Kirche der Allerheiligsten Jungfrau Maria, Königin Polens

- Römisch-katholische Kirche der Hl. Jungfrau Maria Königin von Polen (poln. Kościół Najświętszej Maryi Panny Królowej Polski)
- Friedhof mit erhaltenen deutschen Grabmälern

## Vereine
- Fußballverein KS Pawłów